# SmartThings
SmartThings Inc.是美国一家大型智慧家庭公司和韩国三星电子的子公司，擁有超過 9,800萬名的客戶。总部位于加利福尼亞州山景城，在明尼苏达州的明尼阿波利斯设有软件开发中心。该公司成立于2012年，負責开发與公司同名的自动化软件和一系列相关的客户端应用程序以及用于智能家庭和消费級物联网的云平台。

## 外部鏈接
- Official Website （页面存档备份，存于）